# VT-4
VT-4 (или MBT-3000 (Main Battle Tank 3000)) — китайский экспортный основной боевой танк. Танк разработан китайской корпорацией NORINCO (North Industries Corporation).
Является частью семейства танков, созданных на базе прототипа Type 90-II.

## Отличия от предшественников
Конструкция танка основана на ОБТ MBT-2000 (VT-1A).
Основные отличия от более старой модели: установка нового дизельного двигателя с турбонаддувом мощностью в 1300 л. с. (удельная мощность 25,5 л. с./т), цифровая система управления огнём, спутниковая навигационная станция GPS. Танк оснащен новой системой пожаротушения.

## Конструкция

### Подвижность
Новый танк с боевой массой 51 т должен развивать скорость до 42 миль в час (75 км/ч), иметь запас хода 500 км, преодолевать с помощью специального оборудования водные преграды глубиной 4-5 м, ширина преодолеваемой траншеи - 2,7 м.

### Вооружение
Боевая машина оснащена 125-мм гладкоствольной пушкой, которая, кроме снарядов, может стрелять ракетами на дальность до 5000 м, а также 12,7-мм зенитным и 7,62-мм встроенным пулеметами.
Имеется также восемь 76-мм дымовых гранатометов и четыре 76-мм «шрапнельных» гранатомета. Танк оснащён тепловизионным прицелом второго поколения.

## На вооружении
- Нигерия — поставлено 6+[6] в апреле 2020 года[7]. Первое боевое применение танка произошло в ходе операции ВС Нигерии «Tura Takai Bango»[8].
- Пакистан — 44 единицы на 2023 год.[9]
- Таиланд — 62 единицы на 2023 год.[10]